# Edouard Suenson (ingeniør)
 Der er flere personer med dette navn, se Edouard Suenson (flertydig).
Edouard Suenson (27. oktober 1877 i København – 5. november 1958 på Frederiksberg) var en dansk ingeniør og professor ved Danmarks Tekniske Højskole.
Suenson var søn af kammerherre Edouard Suenson (1842-1921) og hustru Magna f. Lutken (død 1923); gift m. Benedicte Suenson, f. 14. juli 1870 i København, datter af overretssagfører Frits Hartmann (død 1908) og hustru Alice f. Jonquiéres (død 1921).
Han blev student fra Borgerdydskolen 1896 og cand.polyt. 1902, hvorefter han var på studieophold i Tyskland 1902-03 (hos professor Bach i Stuttgart og professor Föppel i München). Han var rådgivende ingeniør (jernbetonkonstruktioner) fra 1904, docent ved Polyteknisk Læreanstalt 1904 og professor (i materiallære og jernbeton) ved samme 1916-47.
Suenson var medlem af bestyrelsesrådet for Statsprøveanstalten 1909-32, af meterudvalget 1907-14, af udvalget ang. betonskibe 1916-21, af den overordentlige kommission 1918-21, af Foreningen Socialt Boligbyggeri 1933-55 og af statens materialprøveråd 1936-55; formand for Dansk Studiefond 1934-40 og for dansk materialprøvningsforbund 1928-48; præsident for internationalt materialprøvningsforbunds B-gruppe 1931-37; medlem af Akademiet for de tekniske Videnskaber fra 1937 og af bestyrelsen for Lydteknisk Laboratorium 1939-56.
Suenson var Kommandør af Dannebrogordenen og Dannebrogsmand. Han var fader til arkitekten Palle Suenson og direktør Bent Suenson.

## Litterære arbejder
- Jernbeton (1907, 4. udg. 1931)
- Byggematerialer (1911)
- Styrkeprøver, Metaller (1920)
- Træ, Plantestoffer, Varme- og Lydisolering (1922)
- Betonveje (1924)
- Natursten (1942)
- Betontekniske Fagudtryk (1954)
- Disse og mange andre af E. Suensons værker (også dem, der er vanskelige at opdrive) findes fra januar 2012 digitalt på www.danskbyggeskik.dk

## Større ingeniørarbejder
Jernbetonkonstruktionerne i:
- Christiansborg Slot (1906-28)
- Rigsarkivet
- Pakhusene Skur II-III, Langelinie (1907-08, nedrevet 1993)
- Det ny Teater (1907-08)
- Paladshotellet (1909-10, fredet 1985)
- Studenterforeningen (1909-10)
- B.93s tennishal, nu Sparta Hallen (1910-12, fredet 2009)
- Idrætshuset i Fælledparken (1911-14, fredet 2009)
- Illums forretningsbygning (1913)
- H.C. Ørstedsværket (1916-20, 1924, 1930-32)
- Postgård og telegrafstation på Købmagergade (1916-25)
- Danmarks Tekniske Højskole, Øster Voldgade (1929-54)
- Jernbanebroer ved Hedehusene